# Герб Черновцов
Герб Черновцов (укр. Герб Чернівців) — официальный геральдический символ города Черновцы Черновицкой области Украины, административного центра Черновицкой области. Автором эскиза герба является черновицкий художник, заслуженный художник Украины Криворучко Орест Иванович.

## Описание
В щите открытые городские ворота с семью зубцами. Над ними, в два ряда, восемь (по четыре в ряд) вмурованных камней; посреди открытых ворот находится изображение герба Украины. Под воротами находятся две скрещенные лавровые ветки, перевязанные желто-синими лентами.
Герб обрамлён бронзовым картушем, увенчанным городской короной с пятью башнями.

### Варианты
Также может использоваться малый герб, без картуша и короны.
Герб Черновцов исполнен в двух вариантах: цветном и черно-белом. Черно-белый вариант герба использует следующее обозначение цветов (шраффировку): червлёный (красный) цвет — вертикальная штриховка; серебряный (белый) — белое поле; золотой (бронзовый, жёлтый) — точки; лазоревый (синий) — горизонтальная штриховка.

## История
Австрийский период
Первый герб получен Черновцами от австрийских властей в 1784 году: "В червленом поле серебряная зубчатая городская стена с 5 зубцами, над которой десять серебряных камней, положенных в два ряда. В воротах малый государственный герб Австрийской империи". Герб имел корону с 5 зубцами.
Однако, когда в начале XX века городские власти попытались отыскать оригинальный диплом на герб 1784 года, поиски в архивах Черновцов и Министерства внутренних дел в Вене не привели к успеху. При этом законность существования герба не подлежала сомнению, в 1904 году герб был изображен в сборнике городских гербов знаменитого художника Гюго Штрёля. У Штрёля герб изображался с трёхчастным династическим щитком Габсбург-Австрия-Лотарингия. Ряд историков обращали внимание на то, что на многих оттисках городской печати, изображавшей герб 1784 года, австрийский орёл имеет на груди упрощённый австрийский щиток (без полей Лотарингии и Габсбургов). На некоторых изображениях у орла отсутствовали династические ордена (кроме ордена Золотого Руна). Возможно именно в таком виде орёл и был пожалован городу в 1784 году, хотя возможно, что это было всего лишь допустимым геральдическим упрощением сложной композиции имперского орла.
В результате император Франц-Иосиф I 20 июня 1908 года даровал городу новую гербовую грамоту. Приведем немецкий текст описания герба:
"Ein roter Schild, mit einem offenen, oben mit sieben Zinnen bekrontes aus silberfarbenen Quadern erbautes frei schwebendes Stadttor. Oberhalb der Zinnen sind acht freischwebende silberfarbene Quadern in zwei Reihen zu je vier verteilt, die Quadern der oberen Reihe sind etwas kleiner als die der unteren. In der Toroffnung erscheint ein schwarzer, rot bezungter, golden bewehrter und auf beiden Kopfen mit goldenen Bugelkronen bekronter Doppeladler, der in der rechten Klaue Schwert und Zepter, in der linken den Reichsapfel halt. Auf der Brust des Doppeladlers, uber dem die kaiserliche Krone schwebt, ruht ein rotes, von einem silbernen Querbalken durchzogenes und von der Kette des Ordens vom Goldenen Vlies umschlungenes Schildlein. Unterhalb des Stadttores verschranken sich zwei naturliche, mit einem rot weissen Bande zusammengebundene Lorbeerzweige. Auf dem Hauptrand des von einer ornamentalen bronzefarbenen Randeinfassung umgebenen Schildes ruht eine silberne Mauerkrone mit funf sichtbaren Zinnen. "
Русский перевод этого описания.

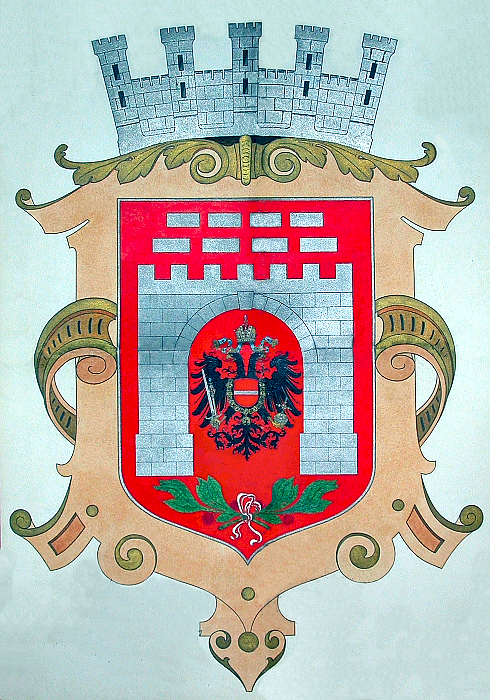
Герб Черновцев австрийского периода

"Красный щит, на котором открытые увенчанные семью зубцами построенные из камня городские ворота. Выше зубцов - восемь серебряных камней в два ряда по четыре, камни верхнего ряда немного меньшие, чем нижнего. В открытых воротах виднеется позолоченный двуглавый орел, обе головы увенчаны золотыми коронами, в правой лапе держит скипетр и меч, в левой - державу. На груди орла, над которым парит императорская корона, находится красный щиток, пересеченный серебряной линией, обвитый цепью ордена Золотого Руна. Под городскими воротами две перекрещенных лавровых веточки, связанные красно-белой лентой".
Румынский период
В межвоенный период Черновцы входили в состав Румынии. Герб города утверждён румынскими властями 2 августа 1930 года:
"В красном щите серебряная зубчатая крепость с двумя боковыми прямоугольными башнями, имеющая открытые ворота, в которых помещен герб Молдовы; вверху, между двумя башнями, золотая роза. Щит увенчан серебряной городской короной с 7 башнями".

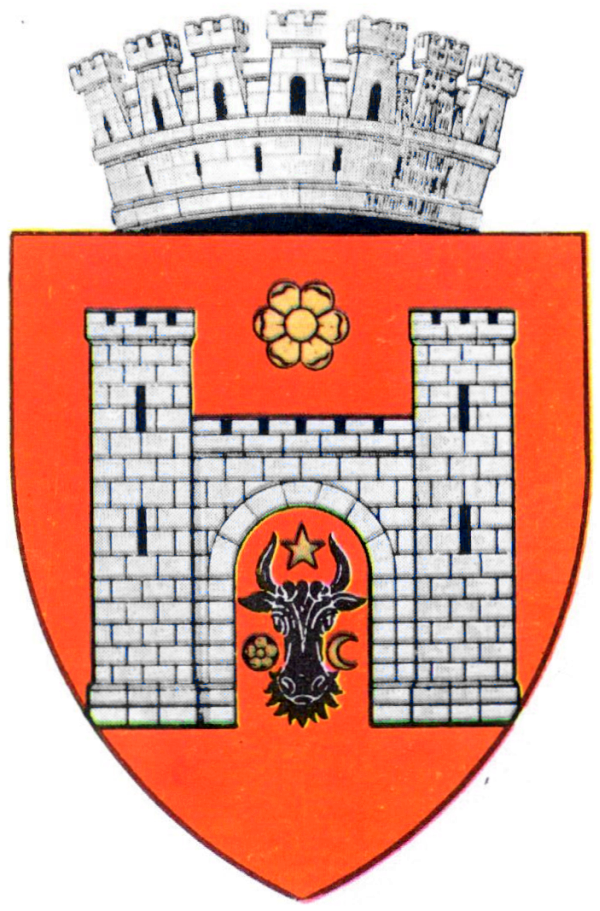
Герб Черновцев румынского периода

Крепость, изображенная на гербе, старинная крепость Цецина.
Советский период
Советский герб Черновцов утверждён 21 марта 1969 года сессией Черновицкого городского Совета депутатов трудящихся. Автор герба - Тарас Пахомович Герцук:
"Герб имеет форму геральдического щита, на котором размещены каменные ворота с зубчатой башней, как символ архитектуры города. На верхней части ворот размещены серп и молот. С нижней части щита будто вырастает буковая ветка с двумя листами и орешком. Через раствор ворот видны контуры гор, которые символизируют характерный пейзаж Черновцов. По нижнему контуру щита волнистыми линиями изображена река Прут.

Герб Черновцев советского периода

Цветное решение представляет собой синий щит, на котором красные ворота с золотым серпом и молотом. У подножия ворот зеленая буковая ветка, волнистые линии белого цвета изображают воду, контур гор также белого цвета.